# Manchon-dong
Manchon-dong (koreanska: 만촌동) är en stadsdel i staden Daegu i den sydöstra delen av Sydkorea, 240 km sydost om huvudstaden Seoul. Den ligger i stadsdistriktet Suseong-gu.

## Indelning
Administrativt är Manchon-dong indelat i:
| Namn    | Namn                | Yta km² | Invånare 31 dec 2020 |
| ------- | ------------------- | ------- | -------------------- |
| 만촌1동 | Manchon 1(il)-dong  | 2,88    | 23 305               |
| 만촌2동 | Manchon 2(i)-dong   | 1,62    | 11 580               |
| 만촌3동 | Manchon 3(sam)-dong | 1,78    | 20 639               |